# Chiesa di Santa Maria in Torre
La ex chiesa di Santa Maria in Torre, poi di San Niccolao si trova a Pistoia, nel vicolo degli Armonici.

## Storia e descrizione
L'appellativo "in Torre" non è chiaro se si riferisse a una torre di guardia nella vicina cerchia muraria, o al patronato della famiglia Della Torre. Quando nel 1516 il vescovo Niccolò Pandolfini vi trasferì le religiose dal convento dei Santi Tommaso e Giorgio in Capraia, la chiesa prese il nome di San Niccolò, secondo la grafia pistoiese "Niccolao". Nella chiesa le monache portarono un dipinto trecentesco di San Giovanni Battista ritenuto miracoloso, in particolare nel ricomporre le lotte tra famiglie rivali, dopo aver lacrimato durante una lotta tra Panciatichi e Lazzari. La chiesa conobbe anche l'appellativo di "Sant'Anna", per via di una statua in marmo rosa dedicata alla santa posta sull'altare maggiore.
Nel 1678 affluirono al monastero altre monache da San Michele (per cui il nome cambiò in San Michele e Niccolao).
Soppressa nel 1784, divenne sede dell'Accademia degli armonici. Dell'edificio religioso sono visibili solo alcune tracce della parte posteriore.